# WrestleMania XXX
WrestleMania XXX (também referida como WrestleMania 30) foi a trigésima edição anual do evento de wrestling livre profissional em pay-per-view WrestleMania produzido pela WWE, que aconteceu em 6 de abril de 2014, no Mercedes-Benz Superdome em Nova Orleãs, Luisiana. Foi a primeira vez que Nova Orleãs abrigou o evento e a primeira vez que uma edição de número efêmero não acontece no Madison Square Garden, onde aconteceu a primeira WrestleMania, a décima e a vigésima.
Daniel Bryan derrotou Triple H na primeira luta no show principal para se qualificar para a luta Triple Threat do evento principal, onde ele derrotou Batista e o então campeão Randy Orton para vencer o WWE World Heavyweight Championship. O evento também foi notável pela seqüência invicta de 21-0 de The Undertaker na WrestleMania chegando ao fim com uma derrota para Brock Lesnar. O evento também viu o Divas Championship sendo defendido no show principal, que foi a primeira e única vez em que foi disputado na WrestleMania, enquanto o WWE Tag Team Championship foi defendido no Pré-show.
WrestleMania XXX recebeu críticas altamente positivas. O SLAM! Wrestling avaliou o show com 4,5 de 5, enquanto o Pro Wrestling Torch avaliou o evento com 8,75 de 10 e o The Times-Picayune o descreveu como "espetacular". A WWE obteve $10,9 milhões em receita de ingressos para a WrestleMania XXX e estimou um impacto econômico de $142,2 milhões em Nova Orleans.

## Produção

### Conceito
A WrestleMania é considerada o principal evento da WWE, tendo sido realizada pela primeira vez em 1985. É o evento de wrestling profissional de maior duração da história e é realizado anualmente entre meados de março e meados de abril. Foi o primeiro dos quatro pay-per-views originais da WWE, que incluem Royal Rumble, SummerSlam e Survivor Series, apelidado de "Big Four". Foi descrito como o Super Bowl do entretenimento esportivo.
Em 18 de fevereiro de 2013, a WWE anunciou que a WrestleMania XXX seria realizada no Mercedes-Benz Superdome na cidade de Nova Orleans em 6 de abril de 2014. O evento é alternativamente conhecido como WrestleMania 30. Em 12 de agosto, pacotes de viagens para a WrestleMania XXX foram colocados à venda, incluindo ingressos para a WrestleMania, acomodação em quarto de hotel e outras atividades, incluindo o WrestleMania Axxess, a cerimônia do Hall da Fama da WWE de 2014 e o próximo Raw; o pacote mais barato custava US$ 795 por pessoa. Em 16 de novembro, ingressos individuais foram colocados à venda na Ticketmaster, com preços variando de $25 a $850.
Além de ser vendido como um pay-per-view através de provedores de televisão (com preços que variam de US $55-US $70), a WrestleMania XXX foi o primeiro evento pay-per-view da WWE a ser exibido em simulcast pela WWE Network - uma nova assinatura de serviço de streaming com acesso à biblioteca da WWE, programação original e eventos pay-per-view, custando US$ 9,99 por mês com um contrato de seis meses.
O evento foi a primeira WrestleMania a ser realizada no estado da Louisiana. Havia três canções-tema oficiais para o evento, "Celebrate" de Kid Rock, "Legacy" de Eminem e "In Time" de Mark Collie. Um pôster promocional para o evento foi lançado através de provedores de pay-per-view como In Demand, com o slogan laissez les bons temps rouler. O cenário da WrestleMania foi construído por uma equipe de cerca de 400 trabalhadores durante duas semanas, montando equipamentos transportados por 85 caminhões semirreboque.
Depois do evento Royal Rumble no final de janeiro de 2014, CM Punk supostamente saiu legitimamente da WWE enquanto ainda estava sob contrato e a WWE parou de promovê-lo para eventos futuros; que o editor da Pro Wrestling Torch, Wade Keller, analisou como tendo um papel na jornada para a WrestleMania de Daniel Bryan. Em maio de 2014, Bryan revelou em uma entrevista que também acreditava que a WWE decidiu dar a ele os grandes holofotes da WrestleMania somente após Punk sair.
Daniel Bryan entrou no evento como o favorito das casas de apostas para sair da WrestleMania como campeão, enquanto o maior favorito para vencer uma luta foi The Undertaker, que a Forbes endossou como "o mais próximo de uma coisa certa que você vai encontrar".

### Histórias
O cartão consistiu em oito lutas, incluindo uma no Pré-show, que resultaram de enredos roteirizados, onde os lutadores retratavam vilões, heróis ou personagens menos distinguíveis em eventos roteirizados que criaram tensão e culminaram em uma luta ou série de lutas, com resultados pré-determinados pelos escritores da WWE, enquanto as histórias eram desenvolvidas nos programas de televisão da WWE, Raw e SmackDown.

Quando [Vince McMahon] fez HHH chamar Bryan de lutador B+, foi porque Vince via Bryan dessa forma. Vince estava apenas ferrando Bryan nas histórias e empurrando-o para baixo no card. Foi tão ruim que Bryan estava escalado para lutar em quinto ou sexto lugar contra Sheamus na [WrestleMania XXX] até que os fãs disseram, em voz alta, "Basta!" Eles sequestraram programas até que Vince não teve escolha a não ser mudar seus planos ...

- Dave Scherer na análise da PWInsider.com da rivalidade de Daniel Bryan com a Authotity]
A jornada de oito meses de Daniel Bryan para a WrestleMania começou no SummerSlam em agosto de 2013, quando ele começou a rivalizar com Triple H e Randy Orton. Desde junho, Bryan tinha sido elogiado como um dos melhores na WWE por críticos e veteranos da indústria do wrestling profissional, como sua ascensão em status o levou a uma disputa pelo título no SummerSlam. No evento, Bryan derrotou John Cena para vencer o WWE Championship pela primeira vez, com Triple H como árbitro convidado especial. Após a luta, Triple H atacou Bryan, o que levou Orton diretamente a usar seu contrato do Money in the Bank para uma disputa de título imediata. Orton derrotou Bryan caído para vencer o WWE Championship. Após o SummerSlam, Triple H afirmou que foi uma "decisão de negócios" sabotar Bryan porque Bryan não se encaixava no tipo de lutador que a empresa procurava como seu campeão; portanto, Triple H e Stephanie McMahon (mais tarde conhecida como The Authority) endossaram Orton como a "face da WWE". Nos meses seguintes, Bryan foi constantemente sabotado em suas tentativas de vencer ou manter o WWE Championship. Bryan derrotou Orton para reconquistar o WWE Championship no Night of Champions, mas devido ao árbitro Scott Armstrong ter feito uma contagem rápida, Triple H retirou o título de Bryan na noite seguinte no Raw. No Battleground, uma luta entre Bryan e Orton pelo título vago terminou em no contest quando Big Show (que tinha sido manipulado pela Authority nas semanas anteriores) atacou os dois homens. Bryan mais uma vez desafiou Orton pelo título vago no Hell in a Cell; Triple H interferiu na luta e foi atacado por Bryan, resultando no árbitro convidado Shawn Michaels atacando Bryan, o que levou Orton a vencer o WWE Championship novamente.

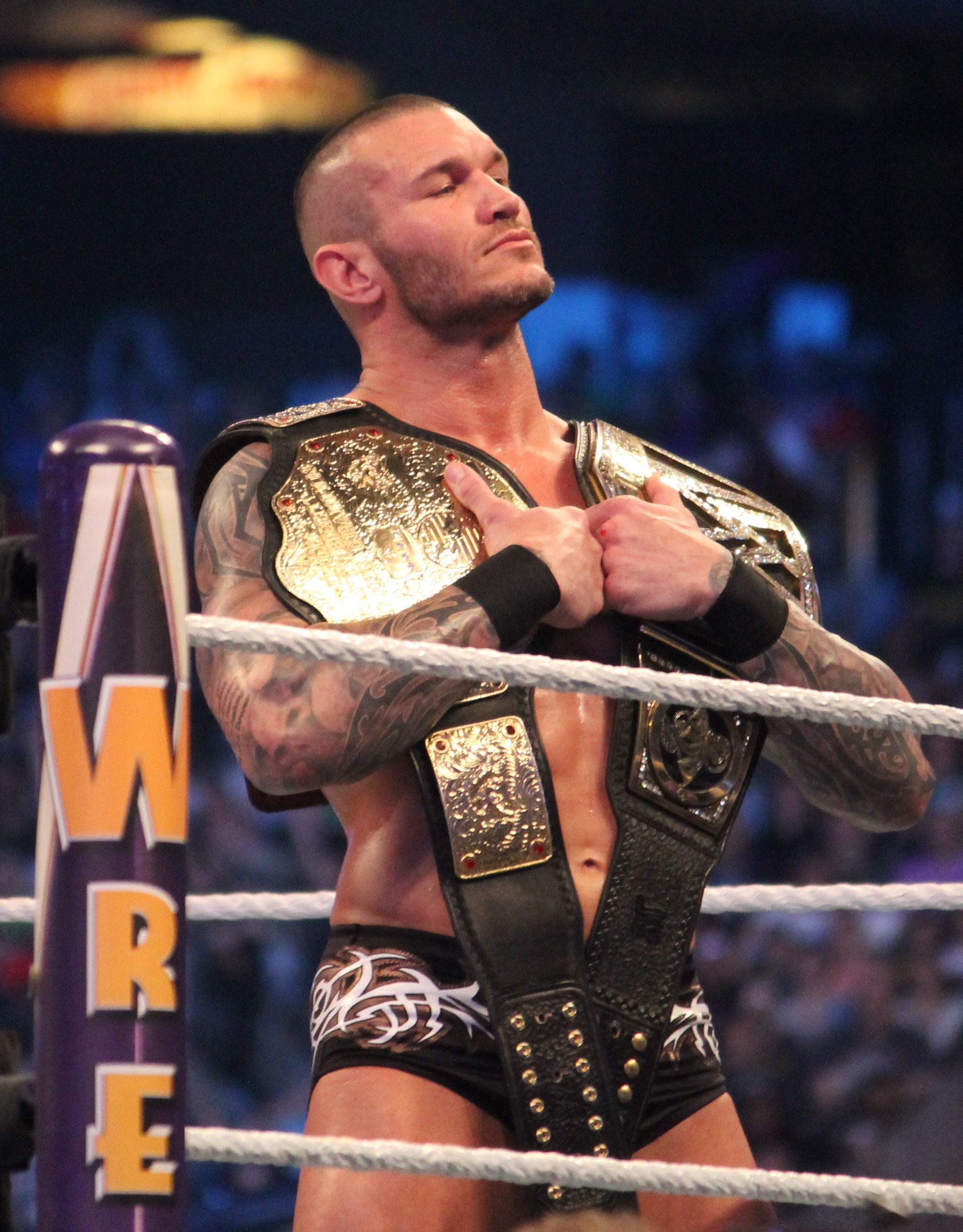
Randy Orton foi para a WrestleMania XXX como o Campeão Mundial dos Pesos-Pesados da WWE

No TLC, o Campeão da WWE Randy Orton derrotou o Campeão Mundial dos Pesos-Pesados John Cena para unificar os dois títulos no novo WWE World Heavyweight Championship. Em janeiro de 2014, Batista retornou à WWE após sua saída em maio de 2010, e prontamente venceu o Royal Rumble de 2014 garantindo uma luta pelo WWE World Heavyweight Championship na WrestleMania XXX. A vitória de Batista e a falta de participação de Daniel Bryan na luta Royal Rumble foi fortemente vaiada pela multidão presente no evento. No Elimination Chamber, Randy Orton defendeu o WWE World Heavyweight Championship com sucesso em uma luta Elimination Chamber para confirmar Orton contra Batista (que ainda recebeu uma reação negativa dos fãs no Elimination Chamber quando derrotou Alberto Del Rio) pelo WWE World Heavyweight Championship na WrestleMania XXX. Daniel Bryan também participou da luta Elimination Chamber, mas foi o último lutador eliminado devido à interferência do Diretor de Operações Kane, que era afiliado à Authority.
Frustrado por estar constantemente sendo prejudicado pela Authority, Bryan desafiou Triple H para uma luta na WrestleMania XXX. Quando Triple H recusou o desafio de Bryan, Bryan trouxe um grande grupo de fãs no episódio do Raw de 10 de março para "ocupar" o ringue e se recusou a sair. Um irado Triple H concordou com a demanda de Bryan por uma luta na WrestleMania com a estipulação de que se Bryan ganhasse, ele seria inserido na luta pelo WWE World Heavyweight Championship no evento. No episódio de 17 de março do Raw, Triple H expressou suas frustrações sobre Orton e Batista, então mudou a estipulação de sua própria luta, garantindo que o vencedor entre ele e Bryan seria adicionado a luta pelo WWE World Heavyweight Championship, garantindo assim uma luta triple threat pelo título.
No Raw de 24 de fevereiro, Brock Lesnar e seu porta-voz Paul Heyman expressaram suas queixas sobre Lesnar não estar na luta pelo WWE World Heavyweight Championship na WrestleMania. Em vez disso, a Authority ofereceu a Lesnar um contrato para enfrentar qualquer outra pessoa na WrestleMania. Eles foram interrompidos pelo retorno de The Undertaker que confrontou Lesnar. Enquanto Lesnar assinava o contrato para uma luta na WrestleMania com The Undertaker como oponente, The Undertaker aceitou o desafio de Lesnar atravessando a caneta na mão de Lesnar e aplicando um chokeslam em uma mesa. Isso configurou uma luta onde Lesnar tentaria quebrara seqüência invicta de 21-0 de Undertaker na WrestleMania.
No Royal Rumble, a Wyatt Family, liderada por Bray Wyatt, custou a John Cena sua luta contra Randy Orton pelo WWE World Heavyweight Championship. No Elimination Chamber, a Wyatt Family atacou Cena durante sua luta novamente, o que levou diretamente à eliminação de Cena da luta. Wyatt foi motivado pelo desejo de acabar com "esta era de mentiras", a começar por Cena, porque queria expor ao mundo que Cena ser um defensor de tudo o que é moral e bom e justo era apenas uma ilusão vazia. Provar que Cena era uma fraude arruinaria seu legado, mas Wyatt queria dar um passo adiante, transformando Cena em um monstro. No episódio do Raw de 10 de março, Cena lançou a Wyatt um desafio para uma luta na WrestleMania, que Wyatt aceitou.

## Evento
| Função:                   | Nome:                            |
| ------------------------- | -------------------------------- |
| Comentaristas em inglês   | Michael Cole                     |
| Comentaristas em inglês   | John "Bradshaw" Layfield         |
| Comentaristas em inglês   | Jerry Lawler                     |
| Comentaristas em espanhol | Carlos Cabrera                   |
| Comentaristas em espanhol | Marcelo Rodriguez                |
| Comentaristas em espanhol | Ricardo Rodriguez                |
| Comentaristas em francês  | Christophe Agius                 |
| Comentaristas em francês  | Philippe Chéreau                 |
| Entrevistador             | Gene Okerlund                    |
| Anunciadores de ringue    | Lilian Garcia                    |
| Anunciadores de ringue    | Justin Roberts                   |
| Anunciadores de ringue    | Howard Finkel (WWE Hall of Fame) |
| Árbitros                  | Charles Robinson                 |
| Árbitros                  | Mike Chioda                      |
| Árbitros                  | John Cone                        |
| Árbitros                  | Ryan Tran                        |
| Árbitros                  | Chad Patton                      |
| Árbitros                  | Jason Ayers                      |
| Árbitros                  | Rod Zapata                       |
| Árbitros                  | Scott Armstrong                  |
| Painel do pré-show        | Josh Mathews                     |
| Painel do pré-show        | Booker T                         |
| Painel do pré-show        | Mick Foley                       |
| Painel do pré-show        | Shawn Michaels                   |

### Pré-show
O pré-show da WrestleMania foi dividido em dois segmentos, cada um com uma hora de duração; a primeira metade pode ser assistida gratuitamente no WWE.com, YouTube e outras redes sociais, enquanto a segunda metade (que teve a luta do pré-show) estava disponível apenas na WWE Network.
A análise foi apresentada por Josh Mathews com Mick Foley, Booker T e Shawn Michaels; tendo também a participação do linebacker aposentado da National Football League Shawne Merriman, Jimmy Hart, Alex Riley e Trish Stratus. Renee Young dirigiu a discussão nas redes sociais, enquanto Byron Saxton e Tom Phillips conduziram entrevistas nos bastidores.
O pré-show contou com uma luta fatal four-way de eliminação pelo WWE Tag Team Championship entre os atuais campeões The Usos (Jimmy Uso e Jey Uso), RybAxel (Ryback e Curtis Axel), Los Matadores (Diego e Fernando), acompanhados por El Torito e The Real Americans (Jack Swagger e Cesaro), acompanhados por Zeb Colter. A luta foi alterada para um estilo de eliminação pouco antes de começar. Com cinco minutos de luta, Swagger forçou Fernando a se submeter ao seu Patriot Lock para eliminar Los Matadores, seguido por Cesaro acertando um european uppercut depois de lançar Ryback para o ar e então aplicar seu Neutralizer para imobilizar Ryback e eliminar RybAxel na marca de onze minutos. Mais tarde, depois que Jey Uso jogou Cesaro em Swagger, Jimmy Usofez o tag e os Usos acertaram um superkick duplo e, em seguida, um duplo top rope diving splash em Cesaro para vencer a luta e reter os títulos. Swagger culpou Cesaro pela derrota e colocou Cesaro no Patriot Lock. Colter exigiu que eles colocassem suas diferenças de lado, mas Cesaro colocou Swagger no giant swing e depois foi embora.

### Diversos
Os comentaristas em inglês para o evento foram Michael Cole, John "Bradshaw" Layfield e Jerry "The King" Lawler,  enquanto havia também comentaristas espanhóis e franceses. Justin Roberts e Lilian Garcia atuaram como locutores. Charles Robinson e John Cone foram apontados como árbitros das lutas de Triple H e John Cena, respectivamente.
Durante o evento, os homenageados do WWE Hall of Fame de 2014 (Jake "The Snake" Roberts, Mr. T, Paul Bearer (representado por seus filhos na vida real), Carlos Colon, Lita, Razor Ramon e The Ultimate Warrior) apareceram antes do público ao vivo após serem apresentados por Howard Finkel. Dois segmentos de backstage incluíram veteranos da WWE; o primeiro consistia em Hacksaw Jim Duggan, Sgt. Slaughter, Ricky Steamboat, "The Million Dollar Man" Ted DiBiase e Ron Simmons. O segundo consistia nas estrelas da WrestleMania I, com Hulk Hogan, Mr. T, Rowdy Roddy Piper, Paul Orndorff, Pat Patterson e Mean Gene Okerlund aparecendo. Enquanto isso, os membros do Hall da Fama da WWE Bruno Sammartino, Harley Race, Bob Backlund, Dusty Rhodes e Bret Hart foram mostrados no ringue.

### Lutas preliminares

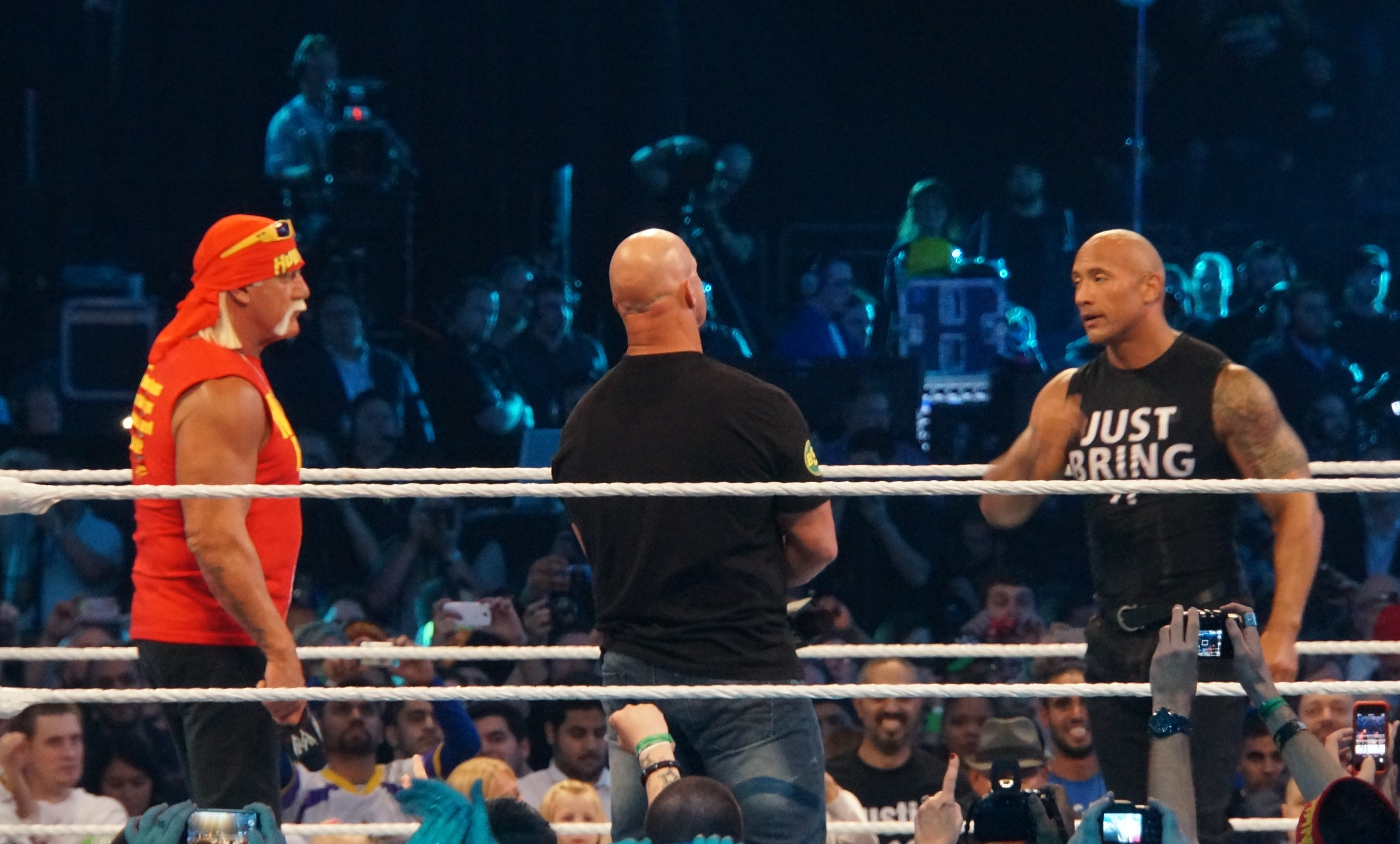
O pay-per-view começou com Hulk Hogan (à esquerda), Stone Cold Steve Austin (de costas) e The Rock compartilhando o ringue

O pay-per-view começou quando o anfitrião Hulk Hogan desceu ao ringue para um segmento, a certa altura chamando acidentalmente o Superdome de "Silverdome". Alguns momentos depois, Stone Cold Steve Austin se juntou a ele no ringue, provocando um confronto entre os dois. Depois disso, The Rock também desceu ao ringue. Os três relembraram WrestleManias do passado e lideraram a multidão em seus cantos e bordões. Eles então compartilharam várias cervejas antes de saírem do ringue.

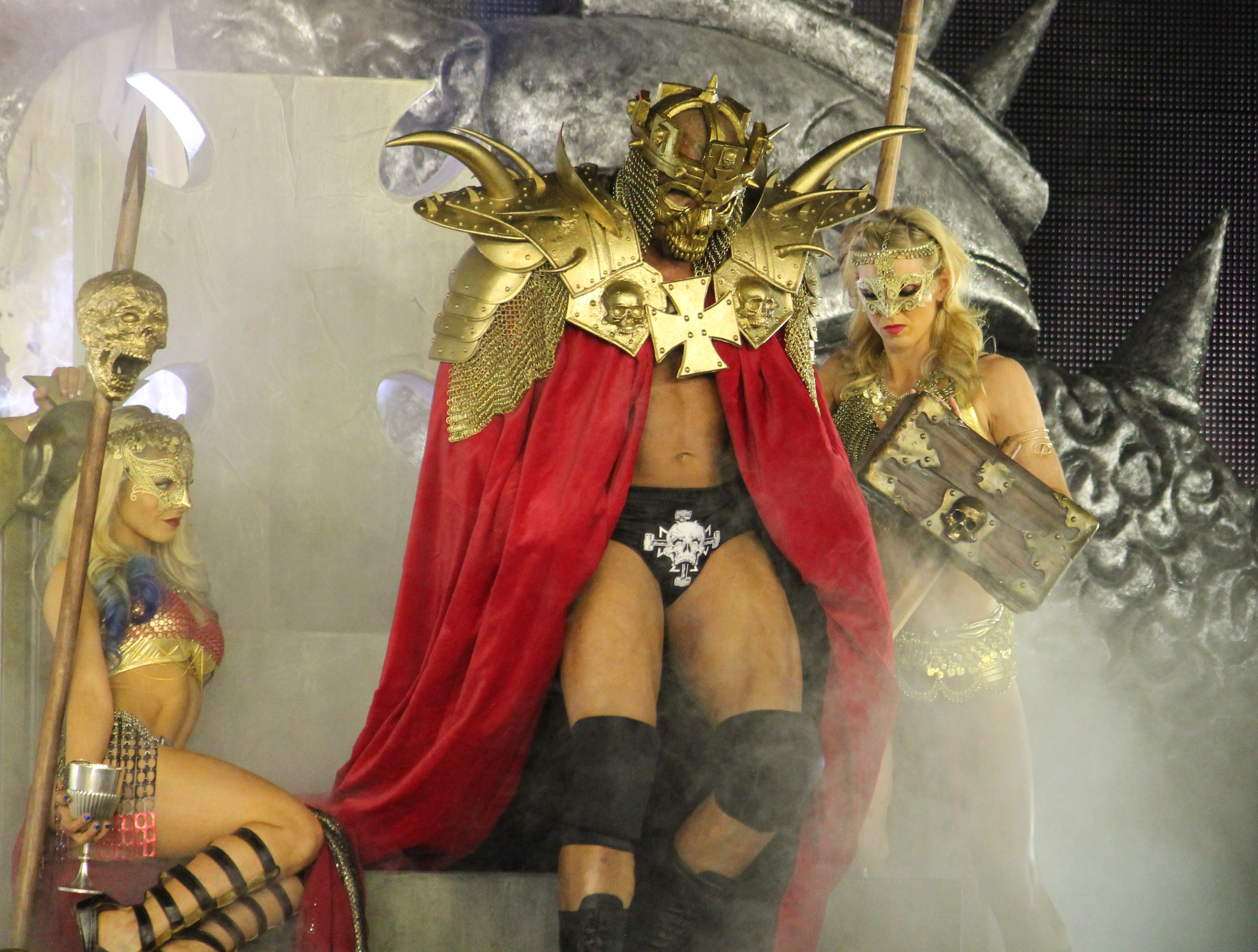
Triple H fazendo uma grande entrada para sua luta contra Daniel Bryan

Na primeira luta no pay-per-view, Daniel Bryan enfrentou Triple H; o vencedor seria inserido na luta principal pelo WWE World Heavyweight Championship mais tarde naquela noite. Triple H foi anunciado e acompanhado por Stephanie McMahon. Bryan rejeitou o aperto de mão de Triple H e começou a luta forte, incluindo um tornado DDT no apron. Triple H ganhou a vantagem ao colocar o braço machucado de Bryan na mesa dos comentaristas e continuamente atacar o braço, incluindo um hammerlock belly-to-back suplex no apron. Bryan recusou-se a submeter-se às submissões de Triple H um crossface chickenwing e um regular crossface, revertendo para seu golpe o "Yes! Lock", mas Triple H alcançou as cordas para quebrar a submissão. Triple H neutralizou o running knee de Bryan com um spinebuster e um Pedigree, mas Bryan conseguiu o kick out. Depois de outra série de contra-ataques, Bryan acertou o running knee para a contagem de três e a vitória. Após a luta, McMahon deu um tapa em Bryan, distraindo-o por tempo suficiente para Triple H atacá-lo por trás. Triple H colocou o braço ferido de Bryan contra o poste do ringue e bateu nele com uma cadeira dobrável de aço. Bryan teve que ser atendido por uma equipe médica enquanto Triple H e McMahon comemoravam no palco.
Em seguida, The New Age Outlaws (Road Dogg e Billy Gunn) e Kane enfrentaram o The Shield (Dean Ambrose, Seth Rollins e Roman Reigns). O ritmo da luta foi rápido; no final da luta Kane foi atingido pelo Spear característico de Reigns, e Reigns então atingiu os dois Outlaws simultaneamente com outro Spear. O Shield então executou sua manobra o Triple Powerbomb em ambos os Outlaws para vencerem a luta.
Depois disso foi a batalha real pelo Troféu Memorial André The Giant. Brodus Clay foi eliminado por The Great Khali, seguido pelo próprio Khali que foi eliminado pelos três membros do 3MB, que foram todos eliminados por Mark Henry, que por sua vez foi eliminado por Big Show. Fandango eliminou o Campeão Intercontinental da WWE Big E, então Sheamus aplicou mais de 20 forearm clubs no peito de Fandango e o eliminou. Cesaro, um participante não anunciado que lutou no pré-show, eliminou Rey Mysterio com um european uppercut e depois lançou Kofi Kingston fora do ringue, mas Kingston sobreviveu porque seus pés pousaram nos degraus do ringue. Kingston voltou à luta, mas Sheamus posteriormente o eliminou. Alberto Del Rio, que já havia eliminado Goldust e Cody Rhodes, eliminou Dolph Ziggler para deixar a si mesmo, Sheamus, Cesaro e Big Show como os quatro finalistas. Del Rio e Sheamus eliminaram um ao outro, deixando Cesaro e Show lutarem até que Cesaro ergueu Show e o jogou para fora do ringue para se tornar o vencedor, espelhando o golpe corporal de Hulk Hogan em André the Giant na WrestleMania III.

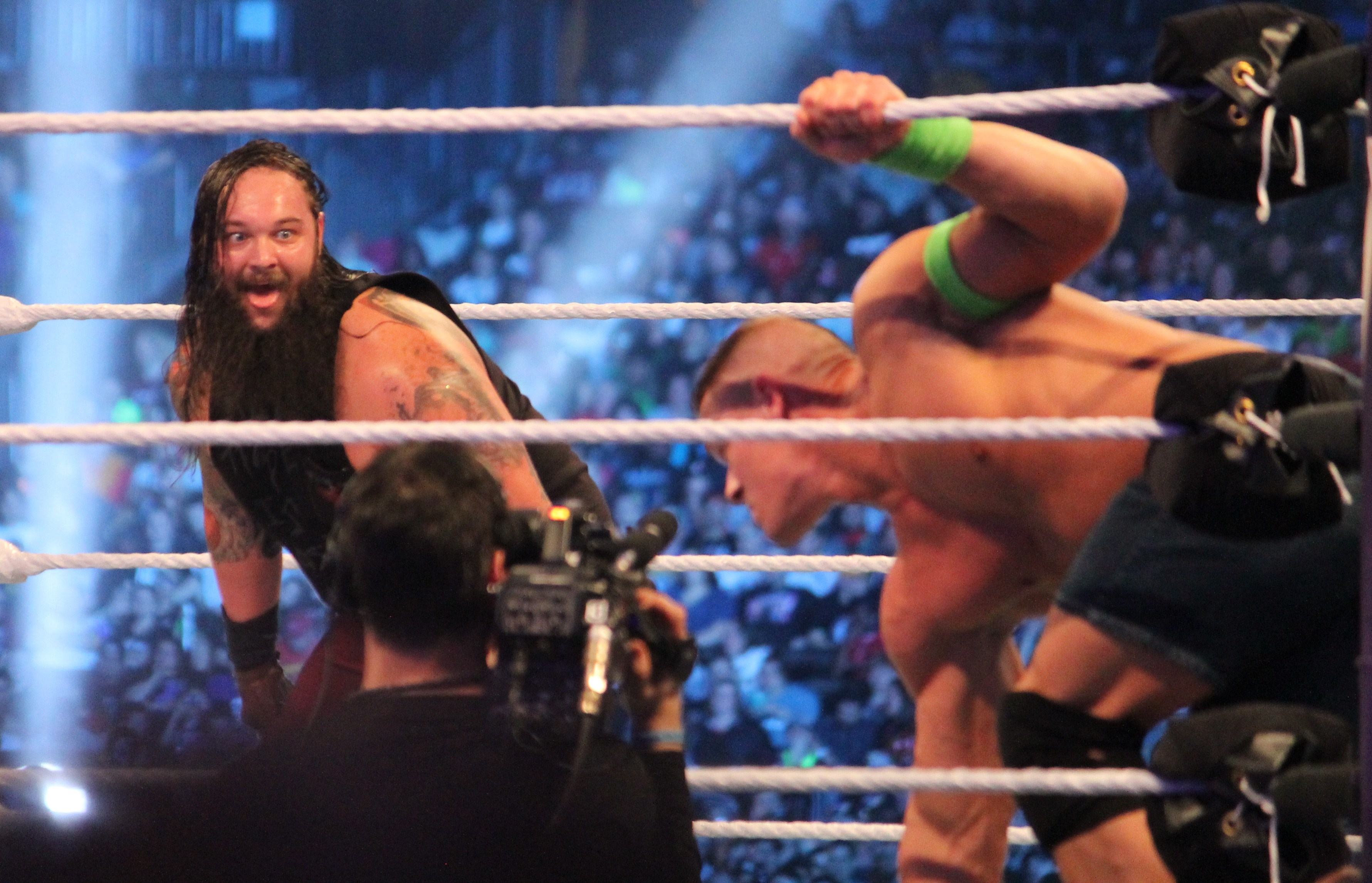
Bray Wyatt (à esquerda) falhou em derrotar e transformar John Cena em um "monstro"

A próxima luta foi entre John Cena e Bray Wyatt. A entrada da Wyatt Family foi tocada ao vivo por Mark Crozer e Rels. Wyatt começou a luta ajoelhando-se e dizendo a Cena para ser o monstro que ele é e para acabar com ele; Cena recusou. Wyatt continuou provocando levando a uma retaliação agressiva de Cena enfurecido, mas Wyatt apenas riu enquanto tomava a punição. Cena conseguiu se recompor e voltou ao seu estado normal, tentando o Five Knuckle Shuffle quando de repente Wyatt respondeu com uma 'pose de caranguejo' que levou Cena a recuar. Wyatt mais tarde aplicou um DDTno apron, mas não foi o suficiente para vencer Cena. Cena subiu para a corda superior, mas em vez de atacar Wyatt, Cena mergulhou nos capangas de Wyatt, Harper e Rowan, ao lado do ringue. Cena provocou se tornar um 'monstro' novamente ao se preparar para atacar Wyatt com os degraus de aço do ringue, mas ele não conseguiu e os jogou fora. Wyatt demorou muito para segurar Cena enquanto cantava "He's Got the Whole World in His Hands", então Cena aplicou um Attitude Adjustment mas Wyatt fez o kick out. Cena colocou Wyatt em sua submissão o STF, mas Wyatt alcançou as cordas. Wyatt aplicou um Sister Abigail para uma contagem de dois. Wyatt colocou uma cadeira dobrável de aço no ringue, jogando-a para Cena, mais uma vez implorando a Cena para usá-la nele e, assim, arruinar seu próprio legado. Cena, em vez disso, atacou Rowan (que tinha ficado no apron do ringue) com a cadeira, então Wyatt capitalizou rolando-o para outra contagem de dois. Cena rebateu outra tentativa de Sister Abigail e aplicou outro Attitude Adjustment para a vitória.

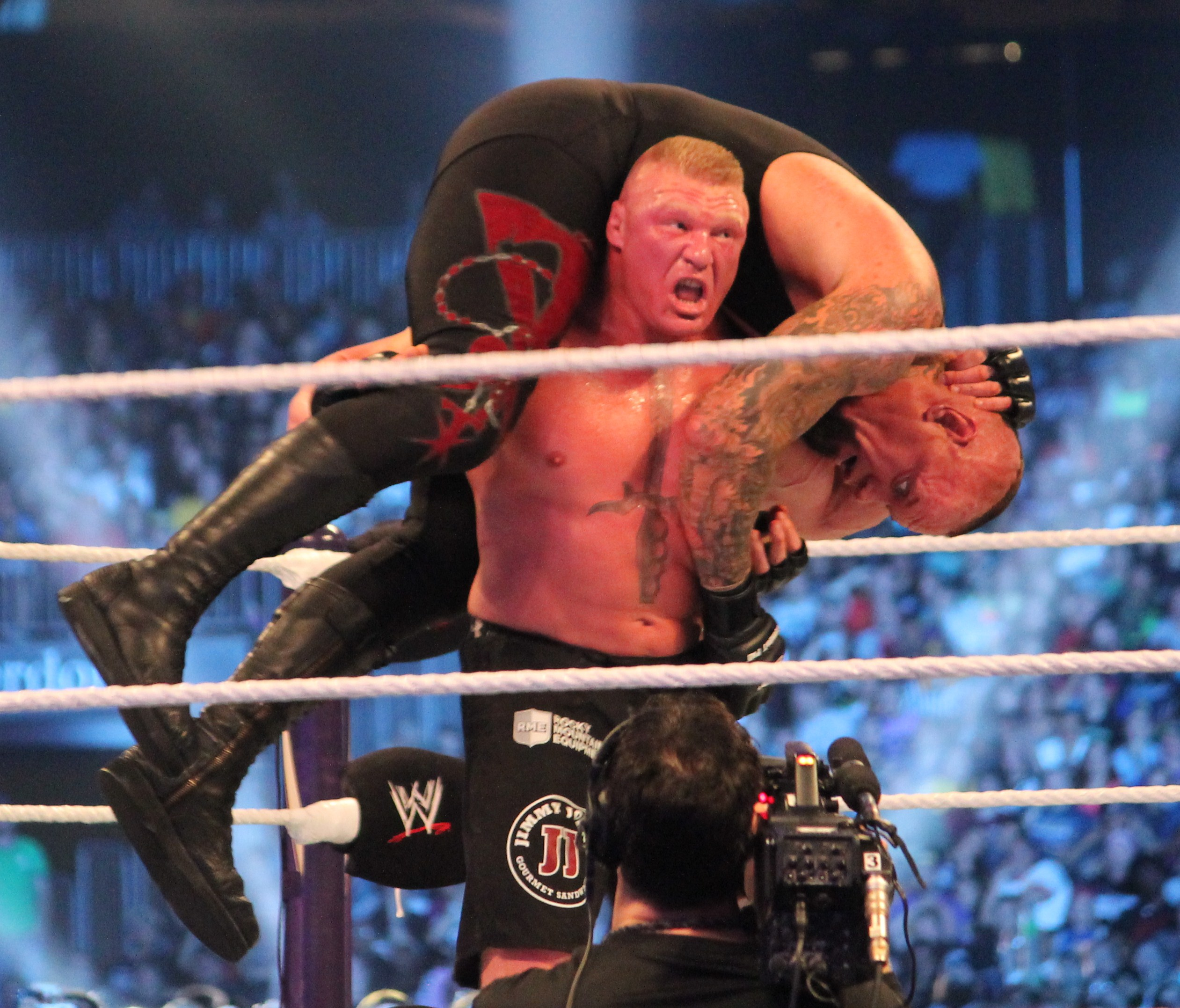
Um dos três F-5s que Brock Lesnar executou em The Undertaker. O terceiro encerrou a seqüência invicta de 21-0 de Undertaker na WrestleMania

Na próxima luta, Brock Lesnar enfrentou The Undertaker com a sequência de vitórias de Undertaker na WrestleMania em jogo. Lesnar sobreviveu a um chokeslam enquanto Undertaker não sucumbiu à manobra F-5 de Lesnar. Undertaker prendeu Lesnar duas vezes em sua submissão Hell's Gate, mas nas duas vezes Lesnar quebrou a submissão levantando Undertaker e dando-lhe um powerbomb. Lesnar e Undertaker então trocaram travando a finalização da kimura, mas nenhum finalizou. Lesnar então rebateu uma tentativa Old School de Undertaker em outro F-5, mas Undertaker fez o kick out. Undertaker respondeu com um  Last Ride powerbomb e um Tombstone Piledriver, mas Lesnar fez o kick out. Enquanto Undertaker tentava um segundo Tombstone Piledriver, Lesnar contra-atacou em um terceiro F-5 e fez o pin em Undertaker pela vitória, encerrando a seqüência invicta de Undertaker na WrestleMania enquanto o porta-voz de Lesnar, Paul Heyman "enlouquecia" com o resultado. A WWE não tocou a música tema de Lesnar imediatamente após sua vitória, destacando a reação de uma multidão chocada e atordoada, pouco antes de Justin Roberts anunciar Lesnar como o vencedor. Em vez disso, a WWE mostrou um gráfico exibindo o registro de Undertaker na WrestleMania de "21-1". A multidão finalmente vaiou Lesnar quando ele saiu. Undertaker foi deixado no ringue, onde se recuperava. Enquanto ele caminhava lentamente pela rampa de entrada, os locutores da WWE aplaudiram-no de pé e a multidão gritou seu nome e vários gritos de "obrigado".

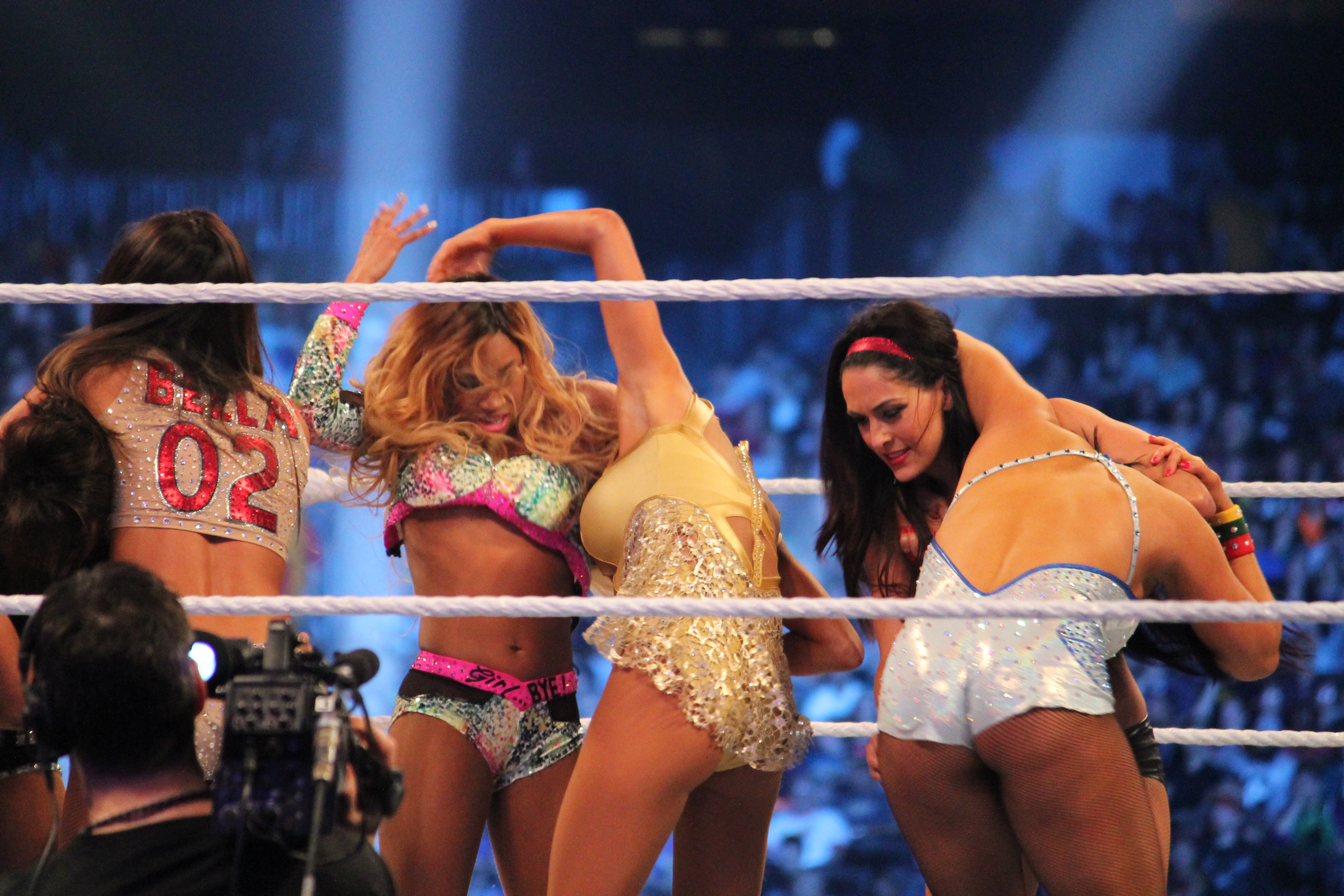
As Divas lutando durante a Vickie Guerrero Divas Championship Invitational.

A penúltima luta foi a Vickie Guerrero Divas Championship Invitational de 14 Divas pelo WWE Divas Championship; esta foi a única vez que o título foi defendido na WrestleMania. A luta começou com as outras lutadoras atacando a campeã AJ Lee e sua guarda-costas, Tamina Snuka. Conforme a luta avançava, Aksana encontrou Naomi na corda superior e Natalya deslizou sob Aksana para realizar uma combinação superplex powerbomb. Snuka puxou Aksana para fora do ringue para evitar que Natalya ganhasse, então Natalya cobriu Snuka do lado de fora, mas foi impedida de entrar novamente no ringue devido a Lee chutá-la. Lee aplicou sua submissão Black Widow em Naomi e venceu a luta, mantendo assim seu título. A WWE relatou que AJ venceu movendo a mão de Naomi para a lona para enganar o árbitro a pensar que Naomi havia se submetido.

## Evento principal
Na luta principal da noite, Daniel Bryan, Batista e Randy Orton se enfrentaram em uma luta Triple Threat pelo WWE World Heavyweight Championship de Orton. A entrada de Orton incluiu uma performance ao vivo de Rev Theory. Orton começou mirando no braço ferido de Bryan para neutralizá-lo momentaneamente. Sem count-outs em uma luta triple threat, Batista e Orton lutaram no lado de fora do ringue; Batista tentou o Batista Bomb nos degraus do ringue de aço, mas Orton respondeu com um back body drop nos degraus. Depois que Orton e Batista voltaram ao ringue, Bryan fez um retorno com um missile dropkick nos dois homens, em seguida, acertou o peito de seus oponentes com roundhouse kicks. Bryan então aplicou corner dropkicks consecutivos em Orton e Batista, mas depois foi jogado para fora do ringue por Batista. Batista e Orton lutaram novamente com Orton executando um superplex, mas então Bryan imediatamente voltou com um diving headbutt e aplicou sua submissão "Yes! Lock" em Orton.
Com Orton preso na submissão de Bryan, Triple H e Stephanie McMahon emergiram dos bastidores e puxaram o árbitro original para fora do ringue para evitar que a luta terminasse. Triple H então enviou o árbitro Scott Armstrong em seu nome, enquanto Batista executava um Batista Bomb em um distraído Bryan. Armstrong fez a contagem, mas Bryan fez o kick out. Um Batista cobrando foi enviado para o ringue quando Bryan se esquivou. Sem desqualificações em uma luta triple threat, Bryan chutou o árbitro Armstrong na cabeça, seguindo com um suicide dive fora do ringue em Triple H, Stephanie McMahon e Armstrong. Triple H tentou retaliar com uma marreta, mas Bryan agarrou e usou a marreta em Triple H, derrubando-o do apron do ringue. Isso acabou com a interferência de Triple H e Stephanie McMahon na luta.

Batista e Orton decidiram trabalhar juntos para atacar Bryan, e o árbitro original voltou à luta. Ao lado do ringue, Batista jogou Bryan com um Batista Bomb na mesa dos comentaristas espanhóis, enquanto Orton imediatamente combinou com uma versão invertida de sua manobra RKO. Como Bryan e Orton atravessaram a mesa de comentários espanhola, apenas Batista saiu ileso. A equipe médica chegou e levou Bryan em uma maca. Batista atacou Orton, que retaliou com um DDT no chão. De repente, Bryan saiu da maca e rastejou de volta para o ringue, onde foi atacado por Orton.

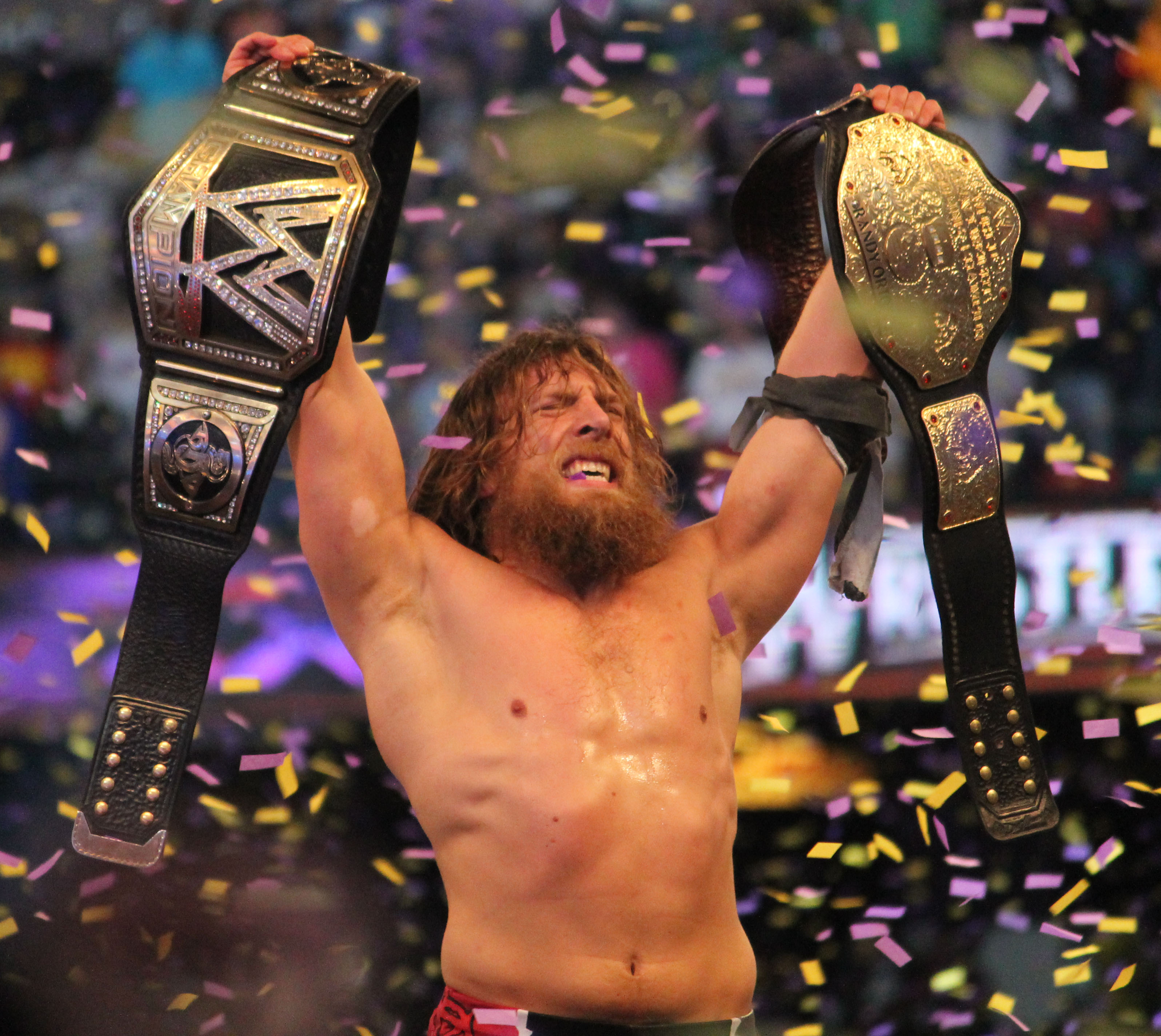
Daniel Bryan comemorando a conquista do WWE World Heavyweight Championship

Orton tentou acertar Bryan com um RKO, mas Bryan respondeu com um "Yes! Lock". Batista quebrou a submissão, mas foi preso por Bryan no "Yes! Lock", que Orton quebrou. Batista evitou um RKO, então Orton saltou o Spear de Batista para que Bryan recebesse e fosse jogado fora do ringue. Orton finalmente conseguiu um RKO em Batista, que conseguiu o kick out. Orton mediu Batista para um punt kick, mas em vez disso recebeu um running knee de Bryan. No entanto, Batista jogou Bryan fora do ringue e pinou Orton, para uma contagem de dois. Um Batista frustrado seguiu com um Batista Bomb em Orton, mas Bryan apareceu do nada com um running knee em Batista. Bryan então prendeu Batista no "Yes! Lock"; Batista lutou para chegar as cordas, mas acabou tendo que se submeter, dando a vitória e o WWE World Heavyweight Championship para Bryan. O show terminou com as celebrações de Bryan, incluindo fogos de artifício, confetes, pirotecnia e Bryan liderando a multidão em um cântico de "Yes!" para o “Best Main Event of the Night Ever”.

## Recepção
O evento foi um sucesso crítico e comercial. No dia do evento, a WWE afirmou que o evento atraiu $10,9 milhões em receita de ingressos no Mercedes-Benz Superdome em Nova Orleans com um número de participantes de 75.167. A WWE também afirmou que foi o quinto ano consecutivo que a WrestleMania quebrou o recorde de eventos de entretenimento de maior bilheteria do local anfitrião. Dentro de uma semana do evento, a administração da WWE e os funcionários da cidade de Nova Orleans declararam a WrestleMania XXX um grande sucesso, com o gerente geral da SMG Alan Freeman declarando que Nova Orleans "certamente gostaria de sediar o evento novamente... qualquer coisa depois de 2018 provavelmente está aberto neste momento". A WWE mais tarde afirmou que a WrestleMania XXX teve um impacto econômico de $142,2 milhões em Nova Orleans, gerou $24,3 milhões em impostos locais e que 79% dos participantes eram de fora de Nova Orleans. Os números foram maiores do que os das duas WrestleManias anteriores.
No dia seguinte ao evento, a WWE revelou que o número inicial de assinantes da WWE Network era de 667.287, portanto esse era o número máximo de pessoas que poderiam ter assistido ao evento na WWE Network. A empresa de otimização de largura de banda Qwilt relatou que a Wrestlemania XXX levou a WWE a responder por 6,5% de todo o tráfego de vídeo online na América do Norte naquele dia, ficando em terceiro lugar abaixo da Netflix e YouTube, mas acima da Amazon, Hulu e HBO. A Wrestlemania XXX gerou 20 vezes mais tráfego para a WWE Network do que teria ganho em um dia normal na época. Em 15 de abril, a WWE anunciou "quase 400.000 compras de PPV domésticas" para o evento, enquanto a WrestleMania do ano anterior (antes da existência da WWE Network) teve 1.039.000 compras. Em junho de 2014, a WWE relatou 690.000 compras no total de fontes nacionais e internacionais.

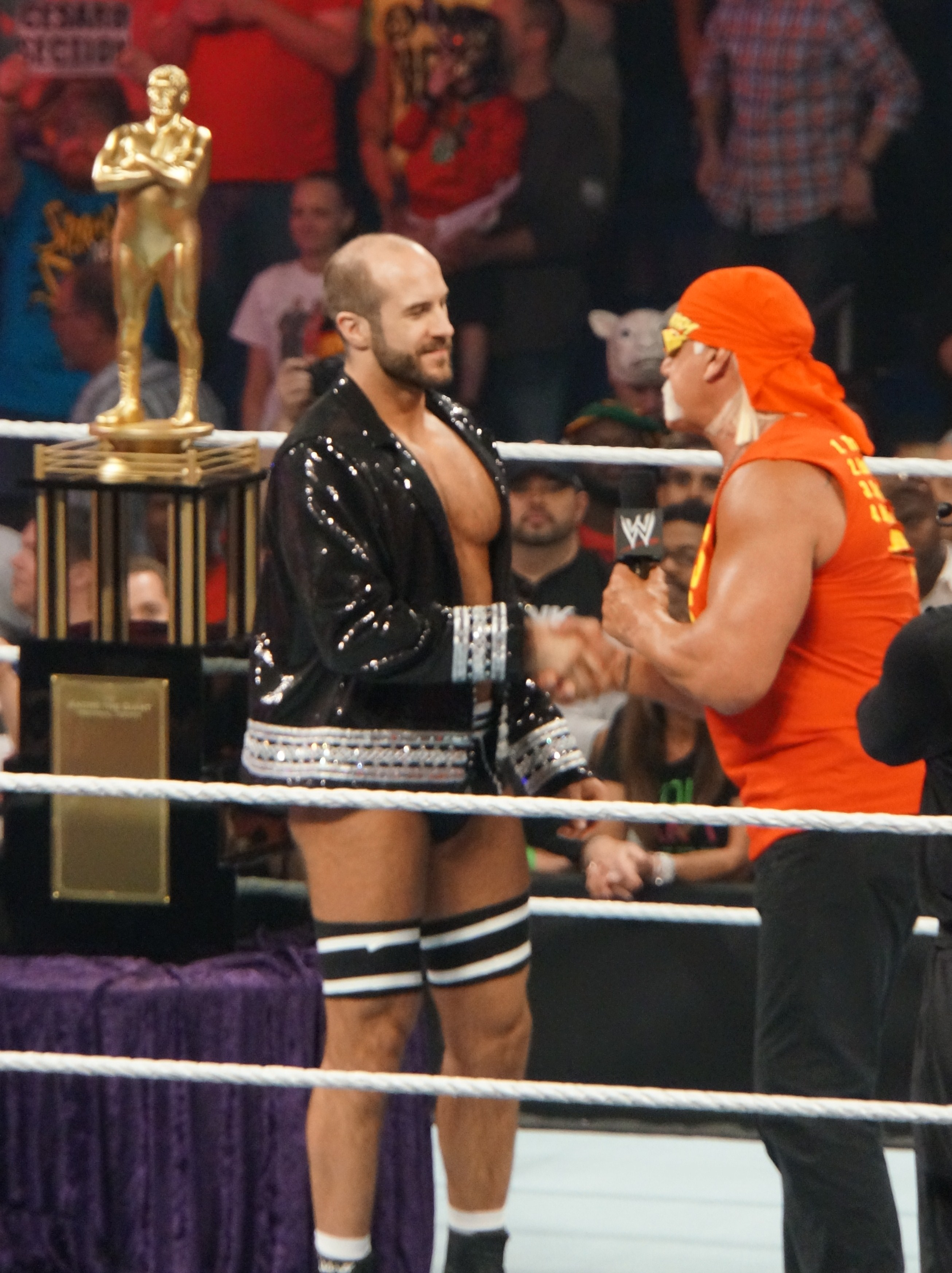
A vitória de Cesaro na batalha real foi destacada pela Associated Press. Hulk Hogan posteriormente endossou Cesaro no Raw pós-WrestleMania

O artigo da Associated Press da WrestleMania XXX focalizou a apresentação do evento por Hulk Hogan, comentando que "o Hulkster mostrou que pode hospedar, 30 anos depois."Hogan estava" supervisionando o caos para mais de 75.000 fãs, e incontáveis mais assistindo na TV...e que cena era", referindo-se a Cesaro vencendo a batalha real Andre the Giant "lançando o grande Big Show por cima da corda." A vitória de Brock Lesnar sobre Undertaker foi simplesmente descrita como "o choque da noite".
O Times-Picayune noticiou sobre o evento, com a vitória de Daniel Bryan pelo WWE World Heavyweight Championship sendo mostrada na primeira página com o título "YES, INDEED!". Gene Guillot do The Times-Picayune também analisou o evento; descrevendo-o como "espetacular" e que "entregou três momentos memoráveis, um para cada X". Em relação à configuração, Guillot escreveu que “o cenário era magnífico, o piro e a iluminação impecáveis e o esplendor sem paralelo”. Guillot descreveu o primeiro momento que iniciou o show como "clássico" quando "as três maiores estrelas da história do negócio estavam no mesmo ringue"; Hulk Hogan "o maior nome", Stone Cold Steve Austin "a maior estrela" e The Rock, "o de maior sucesso". Em seguida, Guillot escreveu que "o segundo momento indelével quase parou o show", descrevendo o fim da invencibilidade de Undertaker como "o final mais surpreendente da história da WrestleMania - e talvez até da história do wrestling".
Nolan Howell do Slam! Wrestling comentou que "a WrestleMania XXX traz o começo e o fim das eras". Suas classificações de estrelas de 5 estrelas para cada luta são as seguintes; 3 estrelas para a luta do pré-show, 4,5 estrelas para Bryan-HHH, 2,5 estrelas para a luta do Shield, 2,75 estrelas para a batalha real, 4 estrelas para Cena-Wyatt, 2 estrelas para Undertaker-Lesnar, 0,75 estrelas para a luta das Divas e finalmente 3,75 estrelas para o evento principal. No geral, ele deu ao evento 4,5 de 5 estrelas.
Dave Meltzer do boletim informativo da Wrestling Observer resumiu a WrestleMania XXX como um "show muito interessante para dizer o mínimo". A primeira luta de Daniel Bryan foi descrita como longa e técnica, e embora Meltzer não a considerasse "uma luta do ano ou provavelmente da semana", "foi o calibre de um bom evento principal de PPV". O ataque pós-luta de Triple H em Bryan foi considerado um enredo "muito básico", "mas também é exatamente o que eles deveriam ter feito". A segunda luta de Bryan no evento principal foi descrita como "realmente ótima", com muitas reviravoltas, enquanto o resultado da luta foi "novamente exatamente o que eles deveriam ter feito" e "a multidão reagiu da maneira que você esperava". Meltzer pensou que "as pessoas simplesmente não gostaram" da luta de Undertaker, pois "ninguém acreditava que Lesnar pudesse vencer". Enquanto isso, ele sentiu que a saída de Undertaker foi "certamente provocada como uma aposentadoria". Para a batalha real, Meltzer notou a falta de participantes (surpresa) como Rob Van Dam, Alexander Rusev, Christian ou Wade Barrett. Em outras notas, Meltzer descreveu o forte apoio dos fãs a Cesaro e também classificou a vitória de Cena como uma "virada genuína".
Justin LaBar do Pittsburgh Tribune-Review resumiu a WrestleMania XXX como "chocante", mas "uma dos melhores". LaBar comentou que estava "entediado" com a luta de Undertaker, apenas esperando a reta final, pois "Undertaker iria vencer de qualquer maneira". Quando Lesnar venceu, LaBar disse que "nunca tinha feito parte de um momento mais real e emocional". LaBar também comentou que "Antonio Cesaro veio para ficar" e descreveu a WWE como "o mestre das marionetes definitivo" porque "Daniel Bryan finalmente ganhou o título mundial e ainda não é a história principal desse evento."

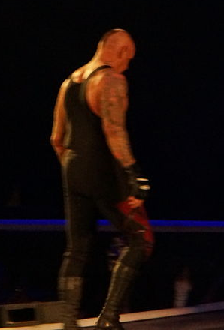
A Pro Wrestling Torch Newsletter descreveu o fim da Streak como "um dos momentos mais chocantes e deprimentes da história da WWE"

Benjamin Tucker da Pro Wrestling Torch Newsletter participou do evento, e marcou 8,75 em 10. Ele afirmou que a WrestleMania XXX "serviu como um evento para respeitar o passado enquanto olha para o futuro", assim como a WrestleMania XX, com lutadores como Bryan e Cesaro "destacados como o futuro da WWE". No entanto, Tucker observou que "dizer adeus ao passado foi mais difícil do que qualquer um poderia imaginar" com o fim da sequência de Undertaker. Ele disse isso, e não a WrestleMania 28, foi o verdadeiro "Fim de uma Era", mas Tucker não "achou que poderia ter terminado em uma nota pior" com mais de 15 minutos de "ação lenta e inferior". Tucker comentou que a falta de hype antes do evento da Streak estar em perigo tornou o momento menos definidor quando Lesnar o quebrou e mais "uma acusação sobre quem autorizou a decisão de deixar isso acontecer". No entanto, "Bryan estava lá para salvar o dia" com duas lutas bem executadas, fazendo com que os "presentes esquecessem momentaneamente de Taker e torcessem pelo azarão que finalmente estava tendo sua chance de brilhar". Tucker elogiou o booking da luta como perfeito, com seus inúmeros acabamentos falsos.
Para o resto do evento, Tucker comentou que Wyatt "não perdeu nada ao perder, mas Cena certamente perdeu muito ao vencer. O homem não mostra fraquezas". Tucker também observou que o segmento envolvendo Hogan, Austin e o Rock foi "sem sentido, surreal e muito divertido". Tucker concluiu dizendo que o evento foi "facilmente uma das melhores Manias dos últimos dez anos" e que "o futuro certamente parece brilhante. Se ao menos pudéssemos nos despedir de maneira adequada".
Refletindo em março de 2016, pouco antes da WrestleMania 32, Luke Winkie da Sports Illustrated escreveu que a WrestleMania XXX resultou em "alegria pura e catártica, temos este momento para sempre".

## Depois do evento

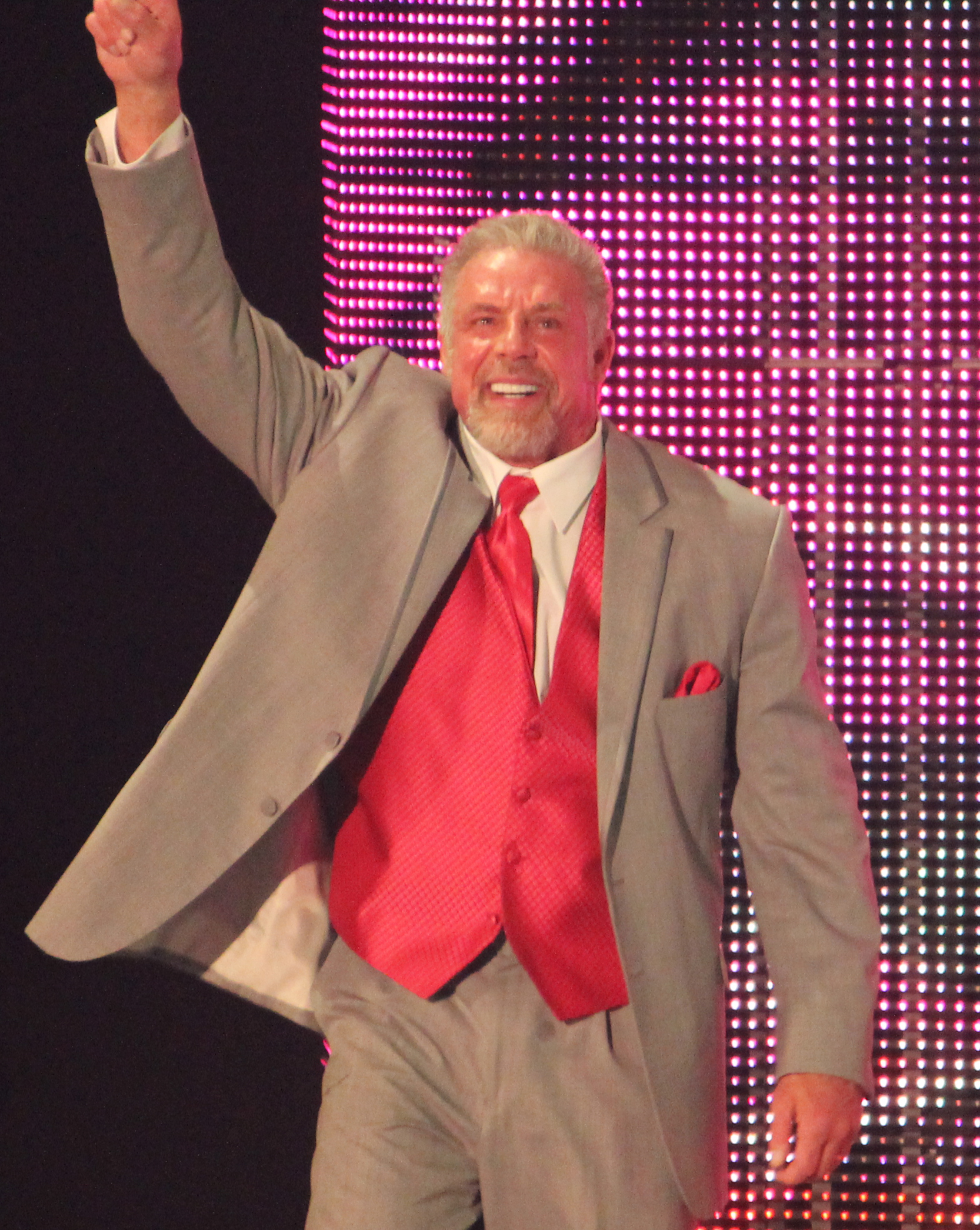
Última aparição pública de Warrior no Raw pós-WrestleMania em 7 de abril de 2014, um dia antes de sua morte

A primeira aparição de The Ultimate Warrior na WrestleMania desde a WrestleMania XII, atração principal da inauguração do Hall of Fame de 2014, seria a última. Em 8 de abril, um dia depois de fazer sua última aparição pública no Raw para falar com os fãs, Warrior repentinamente desmaiou e morreu aos 54 anos no Arizona. A WWE prestou homenagem a Warrior no Raw de 14 de abril.
A WWE realizou um leilão de caridade online centrado na WrestleMania XXX de 31 de março a 8 de abril de 2014. Ela arrecadou mais de $400.000 para o Boys & Girls Clubs of America e para a "The Brees Dream Foundation"
The Undertaker foi supostamente retirado do Superdome em uma ambulância, que a WWE mais tarde confirmou que ele sofreu uma "concussão severa"; ele teve alta no dia seguinte. Em maio de 2014, Shawn Michaels disse que Vince McMahon tomou a decisão final de encerrar a seqüência de Undertaker cerca de quatro horas antes da WrestleMania XXX. McMahon confirmou em dezembro de 2014 que foi realmente ele quem tomou a decisão final e que Undertaker ficou inicialmente chocado com a decisão. A decisão foi tomada devido a McMahon acreditar que faria um grande negócio com Brock Lesnar para preparar o próximo evento da WrestleMania. McMahon também disse que não previu outros candidatos viáveis na lista para preencher o cargo de Lesnar em um futuro próximo.

### Consequências à curto prazo
Durante o Raw pós-WrestleMania em 7 de abril, Triple H imediatamente usou sua autoridade como COO da WWE para garantir a si mesmo uma luta pelo título contra Daniel Bryan mais tarde naquela noite. Enquanto Stephanie McMahon tentava persuadir Randy Orton, Batista, Kane e o Shield a ajudarem Triple H em sua luta pelo título, Kane inadvertidamente revelou que Triple H foi o cérebro por trás do ataque ao Shield no SmackDown do mês anterior. Como resultado, Bryan foi atacado por Orton, Batista e Kane pouco antes de sua luta pelo título, que começou de qualquer maneira por ordem de Triple H. No entanto, a luta pelo título terminou em no-contest  e com a retenção de Bryan quando o Shield interferiu, atacando e afugentando Triple H, Orton, Batista e Kane.

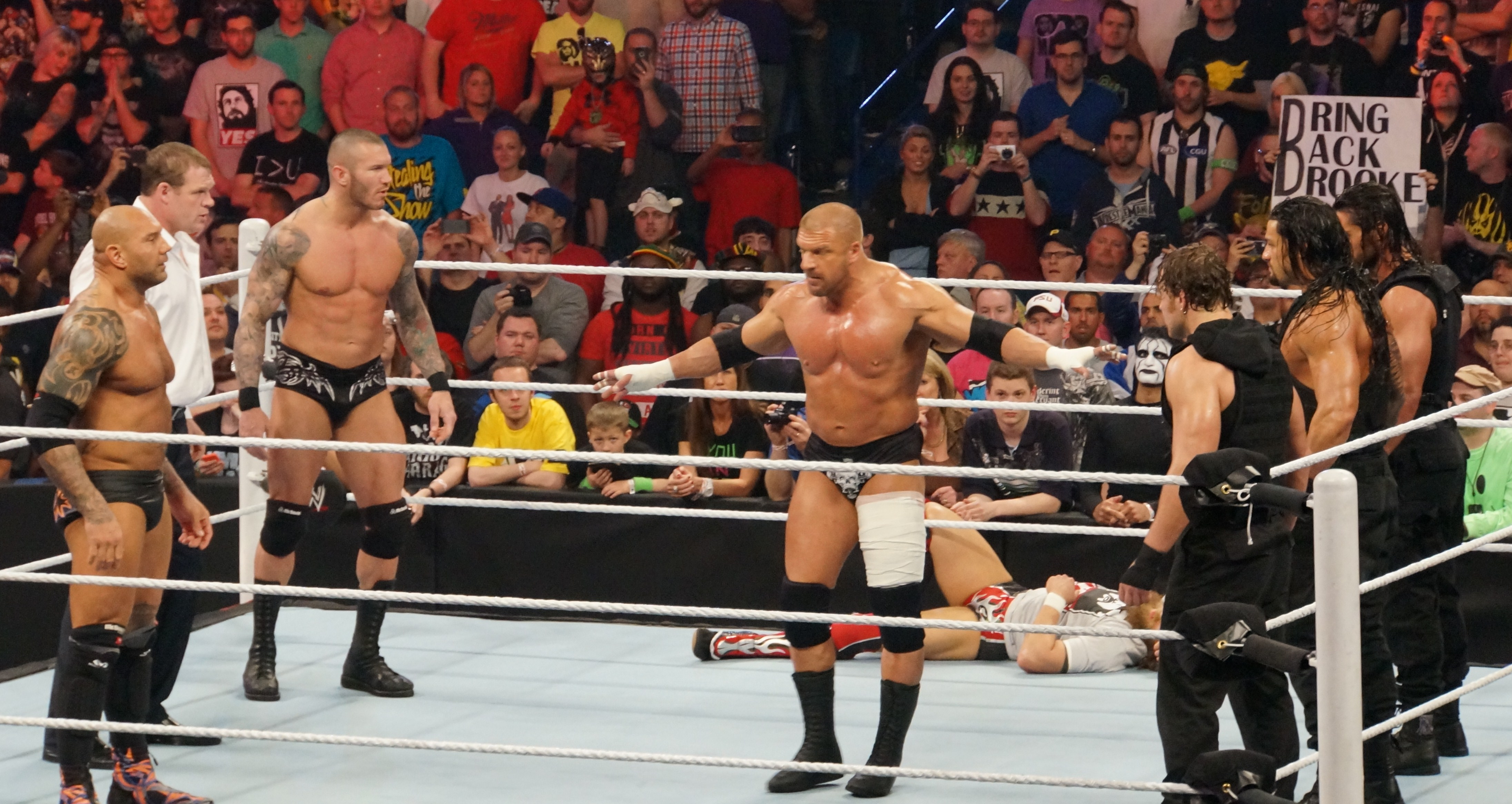
Indo para o Extreme Rules, o Shield (à direita) enfrentaria o Evolution enquanto Bryan (deitado no canto do ringue) defenderia seu título contra Kane (de camisa branca)

Na semana seguinte, Triple H, Orton e Batista reformaram o Evolution para enfrentar o Shield. Enquanto isso, Stephanie McMahon seduziu Kane a retornar ao seu eu mascarado; Kane obedeceu e foi concedido uma futura luta pelo título contra Bryan, e passou a realizar ataques contra Bryan e sua esposa, Brie Bella. No pay-per-view Extreme Rules, o Shield derrotou o Evolution enquanto Bryan derrotou Kane em uma luta Extreme Rules.
John Cena continuou a rivalidade com Bray Wyatt com Wyatt capturando a base de fãs de Cena. No Extreme Rules, Wyatt derrotou Cena em uma luta steel cage, após a interferência do resto da Wyatt Family e uma criança demoníaca.
Cesaro foi endossado por Hulk Hogan no Raw pós-WrestleMania, que o presenteou com o troféu da batalha real Andre the Giant. Cesaro revelou que tinha um novo treinador, Paul Heyman, que iria substituir Zeb Colter. Isso valeu a Cesaro um ataque de seu ex-parceiro Jack Swagger, que destruiu o troféu de Cesaro. Swagger mais tarde custou a Cesaro sua luta contra Rob Van Dam nas semifinais do torneio para determinar o desafiante #1 ao Intercontinental Championship, enquanto Van Dam perdeu mais tarde na final do torneio devido à interferência de Cesaro. No Extreme Rules, Cesaro derrotou Swagger e Van Dam em uma luta eliminatória.
No Raw pós-WrestleMania , enquanto a campeã das Divas AJ Lee celebrava sua defesa de título com sucesso na WrestleMania, a Campeã Feminina do NXT Paige fez sua estréia no elenco principal parabenizando AJ por sua vitória. AJ reagiu dando um tapa em Paige e desafiando-a para uma luta improvisada com o Divas Championship em jogo, resultando em Paige conseguindo uma vitória rápida para conquistar o título.

### Consequências à longo prazo

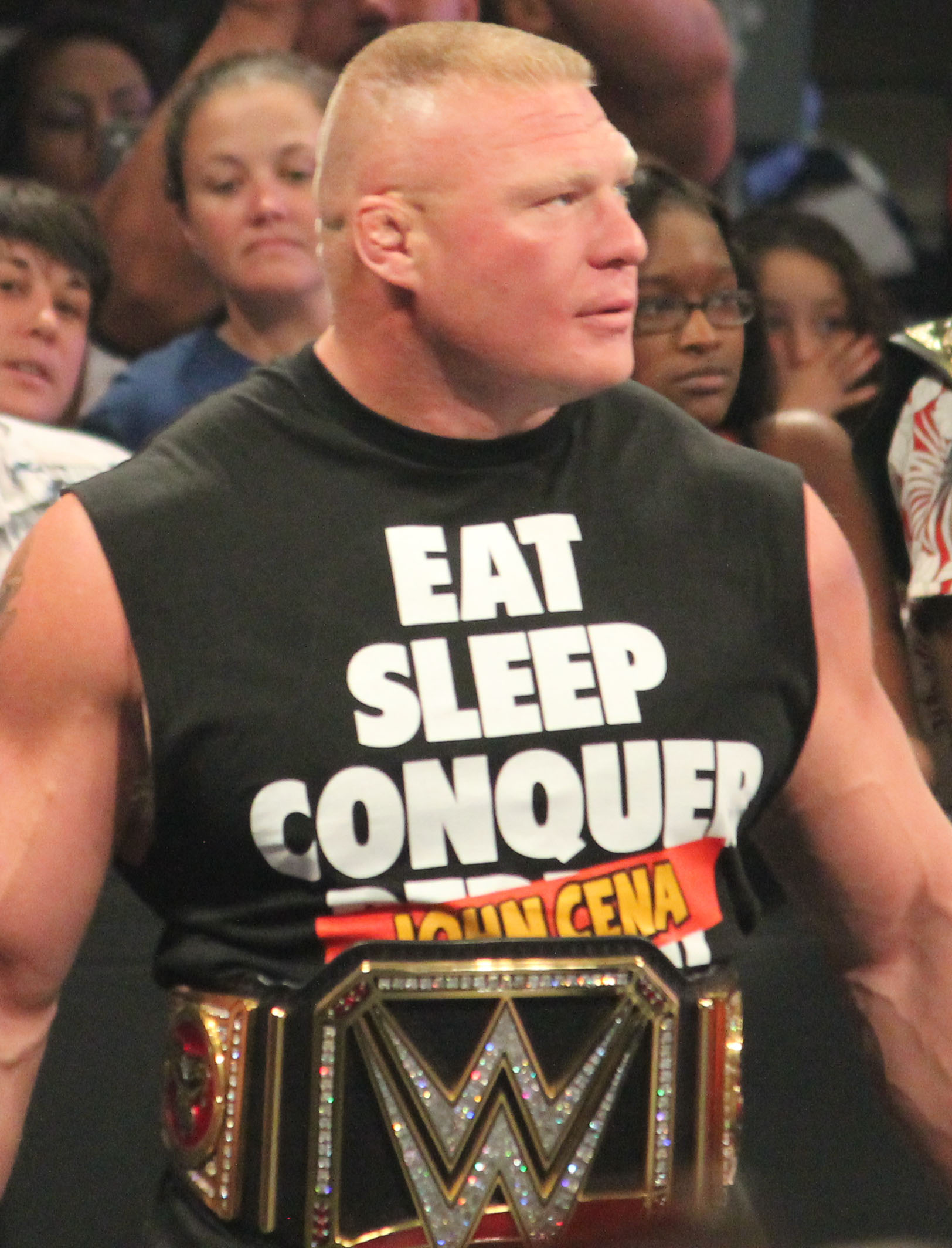
Em agosto de 2014, Brock Lesnar conquistou o WWE World Heavyweight Championship

Daniel Bryan anunciou em 12 de maio que, devido a lesões, ele precisaria de uma cirurgia no pescoço, qual ele se submeteu em 15 de maio. Bryan foi destituído do WWE World Heavyweight Championship pela Authority em 9 de junho por não estar saudável o suficiente para defender seu título. A rivalidade de John Cena com Bray Wyatt culminou em uma luta Last Man Standing no Payback em 1 de junho, onde Cena enterrou Wyatt sob múltiplas caixas de equipamentos para vencer a luta e terminar a rivalidade. Cena venceu o vago WWE World Heavyweight Championship no Money in the Bank em 29 de junho. Brock Lesnar retornou em 21 de julho e derrotou Cena no SummerSlam para conquistar o WWE World Heavyweight Championship.

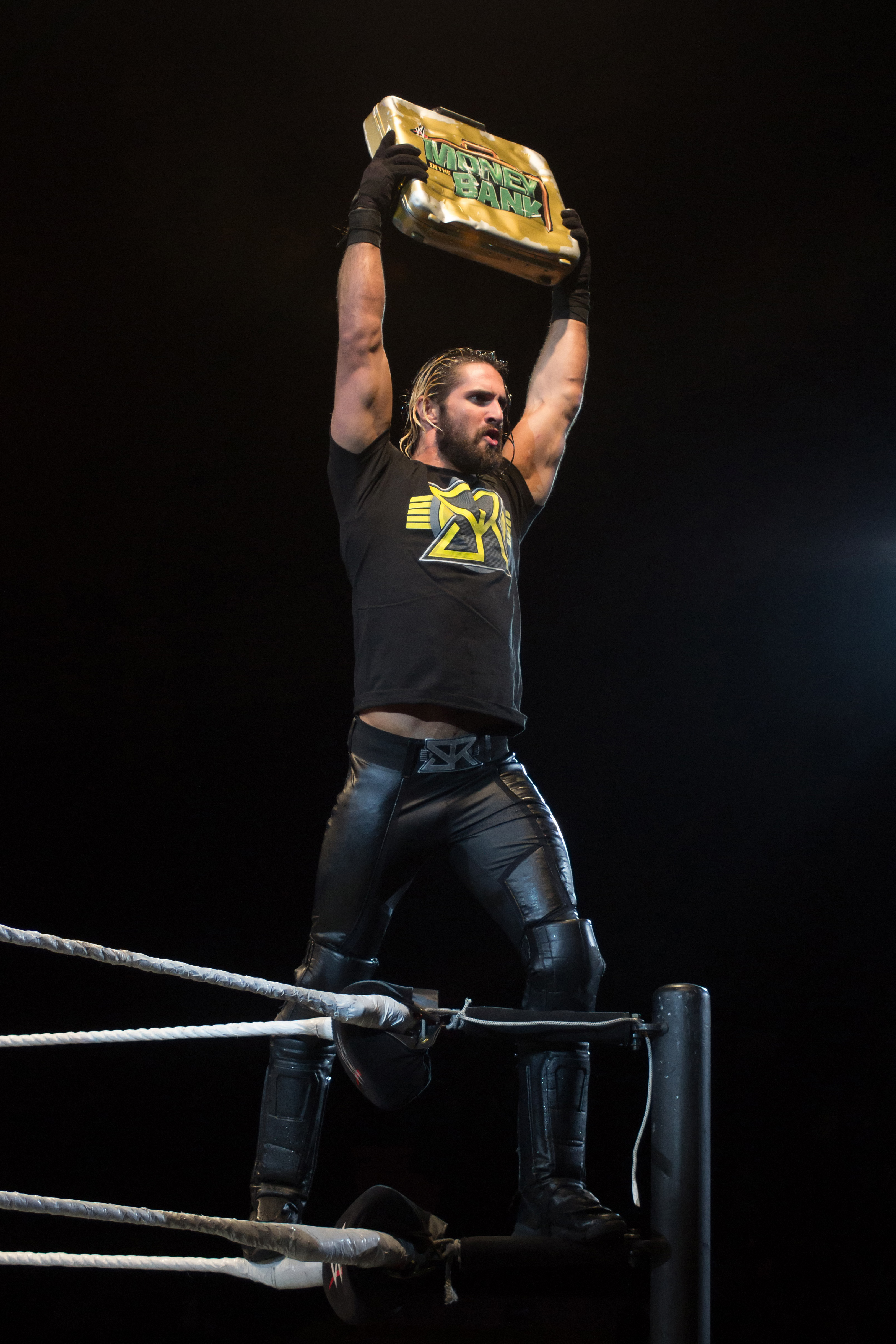
Em março de 2015, Seth Rollins usou seu contrato do Money in the Bank na WrestleMania 31 para conquistar o WWE World Heavyweight Championship

No Payback, o Shield encerrou sua rivalidade com o Evolution ao derrotá-los em uma luta de trios de eliminação No Holds Barred. No próximo Raw em 2 de junho, Batista deixou a WWE no enredo como Triple H, em querer continuar a rivalidade com o Shield, recusou-se a conceder a Batista uma luta um-a-um pelo  WWE World Heavyweight Championship. Mais tarde naquela noite, Seth Rollins se voltou contra seus companheiros de Shield e se aliou com a Authority de Triple H, eventualmente ganhando a maleta do Money in the Bank. Os membros restantes do Shield, Dean Ambrose e Roman Reigns, seguiram caminhos separados no final de junho. Cesaro encerrou sua associação com Paul Heyman em julho, na noite do retorno de Brock Lesnar. Naquela época, Cesaro não tinha conseguido vencer as disputas pelo WWE World Heavyweight Championship, pelo Intercontinental Championship e pelo United States Championship.
No Night of Champions em setembro de 2014, o reinado dos Usos terminou nas mãos de Gold e Stardust. Também no evento, AJ Lee tornou-se Campeã das Divas pela terceira vez, conquistando o título de Paige. Paige e AJ trocaram o Divas Championship várias vezes após a WrestleMania, primeiro no Raw de 30 de junho e depois no SummerSlam.
Em janeiro de 2015, Daniel Bryan voltou ao ringue depois de se recuperar da lesão. Naquele mês, no evento Royal Rumble, Brock Lesnar manteve seu título em uma luta Triple Threat contra John Cena e Seth Rollins; o retorno dos New Age Outlaws ao ringue os viu perder para o The Ascension, enquanto Roman Reigns venceu a luta Royal Rumble. O público ao vivo vaiou a vitória de Reigns e a eliminação antecipada de Bryan da luta. Em fevereiro, Reigns derrotou Bryan no Fastlane para receber uma luta pelo título do evento principal da WrestleMania contra Lesnar, enquanto Cesaro e Tyson Kidd venceram o Tag Team Championship dos Usos.
Na WrestleMania 31 em 29 de março de 2015, o evento principal começou como uma luta individual entre o campeão Brock Lesnar contra o desafiante Roman Reigns. Após mais de dez minutos de luta, Seth Rollins usou seu contrato Money in the Bank para torná-la em uma luta Triple Threat; Rollins derrotou Reigns logo depois para vencer o WWE World Heavyweight Championship. Em outras lutas, Daniel Bryan lutou na abertura do pay-per-view, em uma luta de escadas de sete homens, e venceu o Intercontinental Championship de Bad News Barrett. Em seguida, Rollins perdeu uma luta individual Randy Orton. Então, Triple H derrotou Sting em outra luta individual. Seguiu-se uma luta de duplas, onde AJ Lee se juntou a Paige para derrotarem Nikki Bella e Brie Bella. Em seguida, Cena conquistou outra vitória na WrestleMania, desta vez contra Rusev, com Cena conquistando o United States Championship. Na penúltima luta, Undertaker (em seu retorno à TV) derrotou Bray Wyatt. No pré-show, Cesaro e Tyson Kidd defenderam com sucesso seus títulos, enquanto Big Show venceu a segunda batalha real em memoria de Andre the Giant.
The Undertaker reacendeu sua rivalidade com Brock Lesnar no Battleground, causando um no contest em sua luta pelo WWE World Heavyweight Championship contra Seth Rollins e então derrotou Lesnar de forma controversa uma revanche no SummerSlam. A rivalidade terminou no evento Hell in a Cell de 2015 com Lesnar derrotando Undertaker em uma luta Hell in a Cell.

## Resultados
| Nº                                          | Resultados | Estipulações | Tempo |
| ------------------------------------------- | --- | --- | ----- |
| Pré- show                                   | The Usos (Jey e Jimmy) (c) derrotaram The Real Americans (Jack Swagger e Cesaro) (com Zeb Colter), RybAxel (Ryback e Curtis Axel) e Los Matadores (Fernando e Diego) (com El Torito) | Luta Fatal 4-way eliminatória de duplas pelo WWE Tag Team Championship                                              | 16:13 |
| 1                                           | Daniel Bryan derrotou Triple H (com Stephanie McMahon) | Luta individual O vencedor seria adicionado a luta pelo WWE World Heavyweight Championship mais tarde naquela noite | 25:58 |
| 2                                           | The Shield (Dean Ambrose, Seth Rollins e Roman Reigns) derrotaram Kane e The New Age Outlaws (Road Dogg e Billy Gunn)                                                                | Luta de trios | 2:56  |
| 3                                           | Cesaro venceu ao eliminar por último Big Show | Battle royal de 31 lutadores pelo André the Giant Memorial Trophy                                                   | 13:25 |
| 4                                           | John Cena derrotou Bray Wyatt (com Erick Rowan e Luke Harper) | Luta individual | 22:25 |
| 5                                           | Brock Lesnar (com Paul Heyman) derrotou The Undertaker | Luta individual | 25:12 |
| 6                                           | AJ Lee (c) derrotou Aksana, Alicia Fox, Brie Bella, Cameron, Emma, Eva Marie, Layla, Naomi, Natalya, Nikki Bella, Rosa Mendes, Summer Rae e Tamina Snuka por submissão               | Luta "Vickie Guerrero Invitational" pelo WWE Divas Championship                                                     | 6:48  |
| 7                                           | Daniel Bryan derrotou Batista e Randy Orton (c) por submissão | Luta Triple Threat pelo WWE World Heavyweight Championship                                                          | 23:20 |
| (c) – Refere-se aos campeões antes da luta. | | |       |

1. ↑  Outros participantes po ordem de eliminação: Yoshi Tatsu, Brad Maddox, Brodus Clay, The Great Khali, Zack Ryder, Darren Young, Drew McIntyre, Jinder Mahal, Heath Slater, Mark Henry, Titus O'Neil, The Miz, Santino Marella, Xavier Woods, Damien Sandow, Justin Gabriel, David Otunga, Big E, Fandango, R-Truth, Sin Cara, Tyson Kidd, Goldust, Cody Rhodes, Rey Mysterio, Kofi Kingston, Dolph Ziggler, Alberto Del Rio, Sheamus, e Big Show.

### Eliminações da luta pelo WWE Tag Team Championship
| Ordem de eliminação | Dupla              | Lutador     | Eliminated por | Método    | Tempo |
| ------------------- | ------------------ | ----------- | -------------- | --------- | ----- |
| 1º                  | Los Matadores      | Diego       | Jack Swagger   | Submissão | 5:40  |
| 2º                  | RybAxel            | Curtis Axel | Cesaro         | Pinfall   | 11:43 |
| 3º                  | The Real Americans | Cesaro      | The Usos       | Pinfall   | 16:13 |
| Vencedores          | The Usos (c)       | —           | —              | —         | —     |